# Мостовка (Калузька область)
Мостовка (рос. Мостовка) — присілок в Людиновському районі Калузької області Російської Федерації.
Населення становить 62 особи. Входить до складу муніципального утворення Присілок Заболоття.

## Історія
Від 2004 року входить до складу муніципального утворення Присілок Заболоття.

## Населення
| 2002 | 2010 |
| ---- | ---- |
| 47   | ↗62  |